# لوپاتانگ
لوپاتانگ (به صربی: Lopatanj) یک منطقهٔ مسکونی در صربستان است که در اوبرنوواتس واقع شده‌است.